# Nikita Ugłow
Nikita Ugłow (ros. Никита Сергеевич Углов; ur. 11 października 1993) – rosyjski lekkoatleta specjalizujący się w biegach sprinterskich.
Podczas igrzysk olimpijskich młodzieży w 2010 indywidualnie był siódmy biegu na 400 metrów oraz był członkiem reprezentującej Europę sztafety szwedzkiej (razem z Polakiem Tomaszem Kluczyńskim, Włochem Marco Lorenzi i Brytyjczykiem Davidem Bolarinwą), która wywalczyła srebrny medal. Dwukrotnie stawał na drugim stopniu podium, rozegranych latem 2011 w Tallinnie, mistrzostw Europy juniorów. W 2013 zdobył złoto i brąz na młodzieżowych mistrzostwach Europy w Tampere. Wszedł w skład rosyjskiej sztafety 4 × 400 m, która sięgnęła w Zurychu po srebro mistrzostw Europy (2014).
Rekordy życiowe: bieg na 400 metrów – 45,53 (24 lipca 2014, Kazań). 

## Osiągnięcia
| Rok  | Impreza                                             | Miejsce   | Konkurencja        | Lokata     | Wynik   |
| ---- | --------------------------------------------------- | --------- | ------------------ | ---------- | ------- |
| 2010 | Eliminacje Europy do igrzysk olimpijskich młodzieży | Moskwa    | bieg na 400 m      | 1. miejsce | 46,60   |
| 2010 | Igrzyska olimpijskie młodzieży                      | Singapur  | bieg na 400 m      | 7. miejsce | 48,15   |
| 2010 | Igrzyska olimpijskie młodzieży                      | Singapur  | sztafeta szwedzka  | 2. miejsce | 1:52,11 |
| 2011 | Mistrzostwa Europy juniorów                         | Tallinn   | bieg na 400 m      | 2. miejsce | 46,01   |
| 2011 | Mistrzostwa Europy juniorów                         | Tallinn   | sztafeta 4 x 400 m | 2. miejsce | 3:07,47 |
| 2012 | Mistrzostwa świata juniorów                         | Barcelona | bieg na 400 m      | 8. miejsce | 46,61   |
| 2013 | Młodzieżowe mistrzostwa Europy                      | Tampere   | bieg na 400 m      | 3. miejsce | 46,04   |
| 2013 | Młodzieżowe mistrzostwa Europy                      | Tampere   | sztafeta 4 x 400 m | 1. miejsce | 3:04,63 |
| 2014 | Mistrzostwa Europy                                  | Zurych    | sztafeta 4 x 400 m | 2. miejsce | 2:59,38 |